# Jims värld
Jims värld (engelska: According to Jim) är en amerikansk sitcomserie, producerad av Touchstone Television för ABC. Premiäravsnittet sändes 3 oktober 2001, och i Sverige visas serien på TV3, TV6 och på Comedy Central.

## Handling
Jim Belushi spelar huvudrollen som Jim, en typisk amerikansk familjefar, gift med den vackra Cheryl (Courtney Thorne-Smith). Tillsammans uppfostrar de sina tre barn Ruby (Taylor Atelian), Gracie (Billi Bruno) och Kyle (Conner Rayburn). Hemmet gästas dessutom oftast av Cheryls syskon; Jims bäste vän Andy (Larry Joe Campbell) och Dana (Kimberly Williams-Paisley), som inte är fullt lika imponerad av sin systers val av äkta man.

## Historia
15 maj 2007 meddelades det att Jims värld inte skulle produceras för ännu en säsong. ABC Entertainment President Stephen McPherson sade, "Vi talar med studion för att se om det är någonting finansiellt, ett avtal som skulle ha betydelse.". 27 juni 2007 bestämde sig ABC för att producera en sjunde säsong med 18 avsnitt.
Jims värld återvände till ABC:s schema tisdag 1 januari 2008 med två avsnitt 21.00 och 21.30. Efteråt flyttade serien tillbaka till sin ordinarie visningstid, 20.00. Trots strejken hos Hollywoods manusförfattare, meddelade ABC att alla 18 avsnitt för denna säsong ska produceras.
27 februari 2008 rapporterades det att ABC möjligtvis ska producera en åttonde säsong av Jims värld. 1 maj 2008 beslutade ABC officiellt att en åttonde säsong ska produceras.

## Roller
- Jim Belushi - James "Jim"
- Courtney Thorne-Smith - Cheryl
- Kimberly Williams-Paisley - Dana Gibson
- Larry Joe Campbell - Andrew "Andy"
- Taylor Atelian - Ruby
- Billi Bruno - Gracie
- Conner Rayburn - Kyle (Säsong 4+)
- Mitch Rouse - Ryan Gibson (Danas man)

## TV-klassificeringar i USA
Säsongsenliga klassificeringar av Jims värld på ABC (baserad på genomsnittet för tittare per avsnitt).
Obs: Alla amerikanska TV-nät börjar säsonger sent i september och avslutas sent i maj, vilket sammanträffar med avslutningen av May sweeps.
| Säsong  | Säsongspremiär    | Säsongsavslutning | TV-säsong | Klassificering | Tittare (i miljoner) |
| ------- | ----------------- | ----------------- | --------- | -------------- | -------------------- |
| Första  | 3 oktober 2001    | 15 maj 2002       | 2001-2002 | #55            | 10.00                |
| Andra   | 1 oktober 2002    | 20 maj 2003       | 2002-2003 | #49            | 10.60                |
| Tredje  | 23 september 2003 | 25 maj 2004       | 2003-2004 | #51            | 9.93                 |
| Fjärde  | 21 september 2004 | 17 maj 2005       | 2004-2005 | #46            | 10.07                |
| Femte   | 20 september 2005 | 2 maj 2006        | 2005-2006 | #90            | 6.70                 |
| Sjätte  | 3 januari 2007    | 16 maj 2007       | 2006-2007 | #121           | 6.65                 |
| Sjunde  | 1 januari 2008    | 27 maj 2008       | 2007-2008 | #143           | 5.29                 |
| Åttonde | Januari 2009      | Maj 2009          | 2008-2009 |                |                      |

## DVD-utgåva
| DVD-titel                 | Releasedatum   | Antal avsnitt |
| ------------------------- | -------------- | ------------- |
| The Complete First Season | September 2008 | 22            |

## I världen
- USA: According to Jim (ABC) / (TBS) (September 2009)
- Australien: According to Jim (Seven Network, FOX8)
- Österrike: Jim hat immer Recht! (ORF1)
- Bosnien och Hercegovina: Svijet po Džimu (BHT)
- Belgien: According to Jim (VT4)
- Brasilien: O Jim é assim (SBT, Sony)
- Bulgarien: Питайте Джим (bTV)
- Kanada: According to Jim (CTV)
- Kroatien: Svijet prema Jimu (HRT,NOVA TV)
- Nordmakedonien: Како ќе каже Џим (A1)
- Danmark: According to Jim (TV3+)
- Finland: Perheen kalleudet (MTV3)
- Tyskland: Immer wieder Jim (RTL II)
- Indien: According to Jim (Star World)
- Israel: החיים לפי ג'ים (Xtra Hot)
- Italien: La vita secondo Jim (Italia 1)
- Nederländerna: According to Jim (SBS 6)
- Nya Zeeland: According to Jim (TV2)
- Norge: According to Jim (TV3 (Norge))
- Polen: Jim wie lepiej (Comedy Central)
- Ryssland: Как сказал Джим (СТС)
- Saudiarabien: According To Jim MBC 4 / Dubai One
- Spanien: El mundo según Jim (La Sexta)
- Sverige: Jims värld (Comedy Central, TV3, TV6)
- Thailand: According To Jim (True Series / Star World)
- Turkiet: According to Jim (CNBC-e)
- England: According to Jim (LIVINGtv)
- Ukraina: Як сказав Джим (Novyi Kanal)
- Egypten: According to Jim (Channel 2)
- Lettland: Džima Dēļ (LNT)